# Theodore von Kármán
Theodore von Kármán (Budapest, 11 maggio 1881 – Aquisgrana, 6 maggio 1963) è stato un ingegnere, fisico e matematico ungherese naturalizzato statunitense.
Si occupò soprattutto di aeronautica e astronautica. È stato il fautore di molti progressi chiave in aerodinamica e prezioso fu il suo lavoro sulla caratterizzazione di flussi supersonici e ipersonici.

## Biografia

### I primi anni
Von Kármán nacque in una famiglia ebrea a Budapest, allora parte dell'impero austro-ungarico, come Kármán Tódor. Uno dei suoi antenati fu Rabbi Judah Loew ben Bezalel. Suo padre, Moritz von Kármán, professore di filosofia all'Università di Budapest, fu autore della riforma del sistema scolastico secondario ungherese. Frequentò il Minta Gymnasium, scuola fondata da suo padre, durante la quale si distinse per le sue non comuni doti intellettuali.
Studiò ingegneria nella Regia Università Tecnica della città, conosciuta oggi come BME (Budapesti Műszaki és Gazdaságtudományi Egyetem). Dopo essersi laureato nel 1902, ottenne una borsa di studio biennale all'Università di Gottinga, in Germania. Dopo un periodo presso l'Università di Parigi, egli ritornò a Gottinga dove si unì a Ludwig Prandtl e completò il suo dottorato nel 1908. Lavorò a Gottinga per quattro anni. Nel 1912 accettò l'incarico di direttore dell'Istituto Aeronautico ad Aquisgrana, una delle più prestigiose università tedesche. Il suo periodo ad Aquisgrana fu interrotto dal servizio di leva nelle armate Austro-Ungariche 1915–1918, dove progettò un semplice elicottero (PKZ 2).
Ritornato al suo incarico ad Aquisgrana, nel 1922 organizzò a Innsbruck, in Austria, un congresso internazionale di aerodinamica e idrodinamica che segnò la nascita dell'International Applied Mechanics Congress Committee da cui nacque, nel 1946 la International Union of Theoretical and Applied Mechanics che ebbe von Kármán come primo presidente onorario. In quegli anni ebbe intensi scambi culturali internazionali ed ebbe modo di visitare gli Stati Uniti in più occasioni. Theodore von Kármán lasciò Aquisgrana nel 1930.

### Gli anni in America
Preoccupato per gli sviluppi politici in Europa, nel 1930 accettò la direzione del Guggenheim Aeronautical Laboratory al California Institute of Technology (GALCIT) ed emigrò negli Stati Uniti, di cui divenne in seguito cittadino naturalizzato nel 1936. In pochi anni trasformò il suo laboratorio nel centro mondiale delle scienze aeronautiche, fondò l'U.S. Institute of Aeronautical Sciences e divenne consulente del governo e delle maggiori industrie aeronautiche.
Fu un convinto sostenitore delle potenzialità dei razzi a propulsione e della loro applicazione a fini aeronautici e astronautici. Nel 1940, con Frank Malina, costruirono il missile JATO (Jet-Assisted TakeOff) che divenne il prototipo per tutti i motori a razzo sviluppati fino ai nostri giorni. Nel 1941 fondò, con Malina, la società Aerojet, la prima società americana per la produzione di motori a razzo.
L'attività tedesca nella seconda guerra mondiale incrementò l'interesse delle armate statunitensi nella ricerca sui razzi. Nei primi mesi del 1943, la Experimental Engineering Division dell'Army Air Force Materiel Command mandò a von Kármán dei report della British Intelligence che riportavano che i missili tedeschi erano in grado di raggiungere più di 100 miglia. In una lettera del 2 agosto 1943 von Kármán informò il Comando della sua analisi dei programmi tedeschi.
Nel 1944 lui e i suoi colleghi del GALCIT fondarono, presso la Caltech, il Jet Propulsion Laboratory, che è ancora oggi un centro di ricerca e sviluppo per attività aerospaziali, finanziato dallo stato e sotto controllo della NASA. Sempre nel 1944 von Kármán ebbe, a Washington, un importante incarico di consulente dell'esercito divenendo primo direttore del Scientific Advisory Group che studiava tecnologie aeronautiche per le United States Army Air Forces.
Nel 1949, all'età di 68 anni, si dimise dalle sue cariche di direzione presso il CalTech e ne divenne professore emerito. Continuò a essere attivo come consigliere per l'aeronautica americana e per la NATO e ad avere un ruolo importante nei meeting internazionali di ricerca sui temi aeronautici. Contribuì a fondare l'AGARD, il gruppo di ricerche aerodinamiche della NATO (1951), l'International Council of the Aeronautical Sciences (1956), l'International Academy of Astronautics (1960), e il von Karman Institute a Bruxelles (1956).
Non si sposò mai, ma fu sempre seguito e sostenuto dai suoi famigliari, soprattutto la madre e la sorella. Morì durante una visita ad Aquisgrana nel 1963.

## Onorificenze e riconoscimenti
- Nel 1960 Il Politecnico di Torino gli conferisce una laurea ad honorem in ingegneria Aeronautica
- Dal 1960 la American Society of Civil Engineers premia eminenti ricercatori con la Theodore von Kármán Medal in riconoscimento di importanti contributi nel campo dell'ingegneria meccanica.[6]
- Nel 1963, all'età di 81 anni, egli fu insignito dal presidente John F. Kennedy della prima National Medal of Science "For his leadership in the science and engineering basic to aeronautics; for his effective teaching and related contributions in many fields of mechanics, for his distinguished counsel to the Armed Services, and for his promoting international cooperation in science and engineering."[7]
- Molti istituti e laboratori di ricerca portano il suo nome.
- Alcuni crateri su Marte e sulla Luna furono nominati in suo onore; in particolare il cratere Von Kármán (90 km) su Marte[8] e il cratere Von Kármán (190 km) sulla Luna[9].
- Nel 1992, dopo circa venti anni di richieste, fu stampato un francobollo postale in suo onore.[10]
- Nel 1977, l'università di Aquisgrana intitolò la sala di lettura appena costruita "Kármán-Auditorium" in memoria dei contributi di ricerca di von Kármán all'Istituto Aeronautico dell'Università.
- Nel 2005 von Kármán fu nominato Honorary Fellow della Arnold Engineering Development Center (AEDC). I Fellows della AEDC sono riconosciuti come "People who have made exceptionally distinguished contributions to the center's flight testing mission."[11]

## Contributi scientifici
Specifici contributi includono le teorie del buckling anelastico, onde non stazionarie nel flusso attorno a un cilindro, stabilità del flusso laminare, turbolenza, profili alari in flussi stazionari e non stazionari, teoria dello strato limite, e aerodinamica supersonica. Produsse ulteriori contributi in altri campi, come l'elasticità, le vibrazioni, il trasferimento di calore e la cristallografia. Il suo nome è collegato ai seguenti concetti:
- Equazioni di Foppl-von Kármán (grandi deformazioni di piatti elastici)
- Modello reticolare di Born-von Kármán (cristallografia)
- Approssimazione di Chaplygin-Kármán-Tsien (flusso potenziale)
- Equazione di Falkowich-Kármán (flusso transonico)
- Costante di Von Kármán (turbolenza di parete)
- Linea di Kármán (aerodinamica/astronautica)
- Equazione di Kármán-Howarth (turbolenza)
- Correlazione di Kármán-Nikuradse (flusso viscoso; coautore Johann Nikuradse)
- Parametro di Kármán-Pohlhausen (strato limite)
- Trasformazione di Kármán-Treffz (teoria laminare)
- Legge di Prandtl-von Kármán (velocità di efflusso in canali aperti)
- Equazione integrale di von Kármán (strato limite)
- Ogiva di von Kármán (aerodinamica supersonica)
- Vortici di von Kármán (flusso a valle di un cilindro)
- Correzione alla compressibilità di von Kármán-Tsien
- Principio di Haar-Kármán (soluzione elasto-plastica olonoma)
- Modello di piastra di Kármán-Margherre (modello di piastra geometricamente non lineare)

## Libri
- Aerodynamics - Selected Topics in the Light of their Historical Development, (Cornell University Press, Ithaca, 1954).
- Collected Works, (4 Volumes), Von Karman Institute, Rhode St. Genese, 1975 (limited edition book); also Butterworth Scientific Publ, London 1956. (Many papers from vols. 1 and 2 are in German.)
- From Low Speed Aerodynamics to Astronautics, (Pergamon Press, London, 1961).
- (with L. Edson) The Wind and Beyond - Theodore von Kármán Pioneer in Aviation and Pathfinder in Space (Little Brown, 1967).